# Aménagement cyclable militant
Un aménagement cyclable militant fait référence à une voie, une piste ou un autre aménagement cyclable mis en place par des défenseurs de la pratique du vélo, souvent frustrés par le manque d'empressement de la part des pouvoirs locaux. Parmi les exemples notables on compte : 
- ajout d'une voie cyclable dans la galerie/tunnel Santa Bibiana à Rome[1] ;
- voie prioritaire, longue de 5 km, à Mexico[2] ;
- mise en place de la première voie cyclable à Biarritz lors de la Journée mondiale de l'environnement[3] ;
- marquage d'une piste partagée longeant le pont du Mont-Blanc, à Genève[4].